# 7.º distrito congresional de Carolina del Sur
El 7.º distrito congresional es un distrito congresional que elige a un Representante para la Cámara de Representantes de los Estados Unidos por el estado de Carolina del Sur.  Actualmente el distrito está representado por el Republicano Tom Rice. El distrito fue creado a partir del censo de los Estados Unidos de 2010 y empezó a funcionar en el 113.º Congreso.

## Geografía
El 7.º distrito congresional se encuentra ubicado en las coordenadas 33°43′00″N 78°53′00″O / 33.716667, -78.883333. El distrito abarca el área metropolitana de Myrtle Beach y la región de Pee Dee. 